# Giovanni Vitrotti

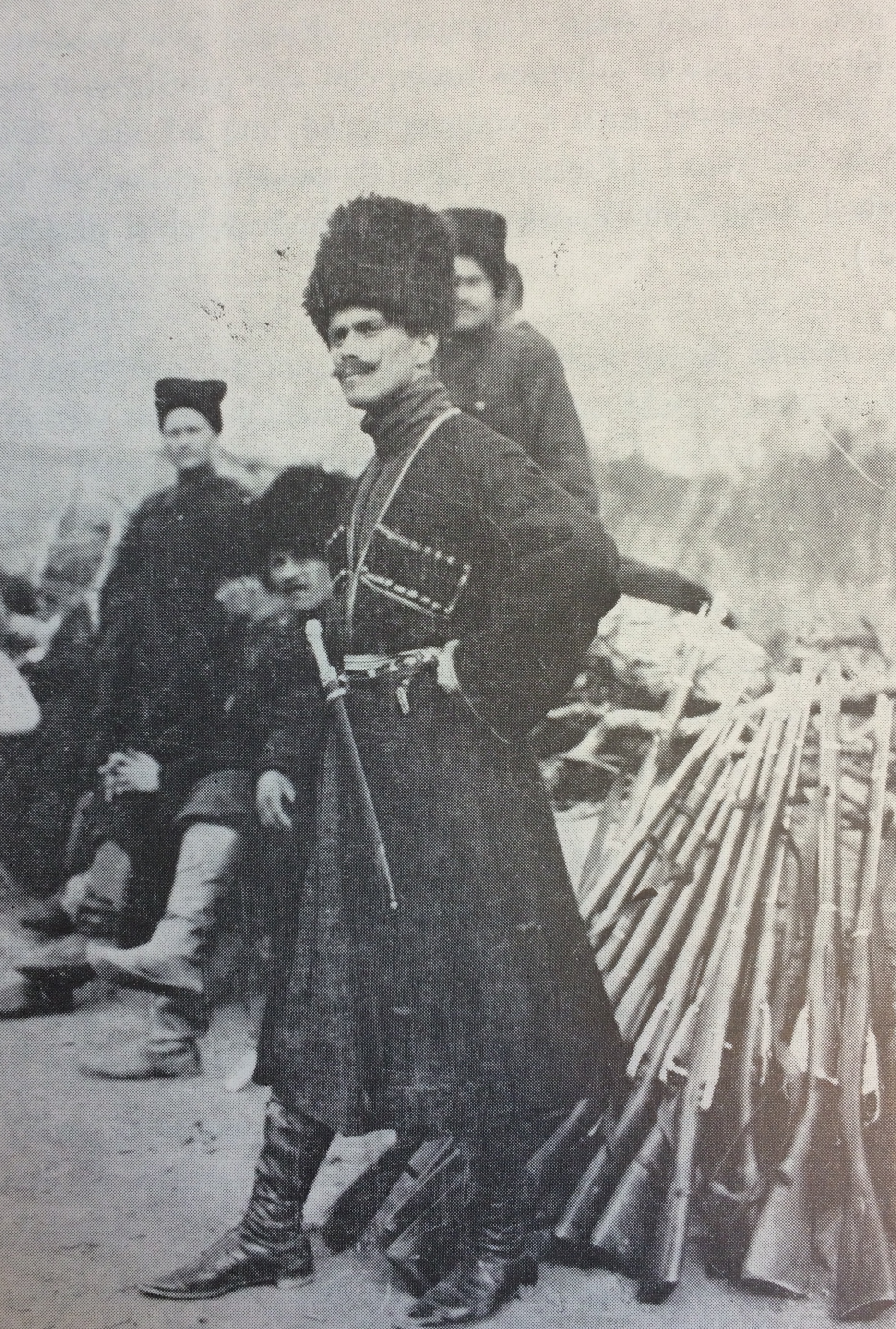
Giovanni Vitrotti im Jahr 1910 im Kaukasus

Giovanni Bernardo Filippo Vitrotti (* 16. November 1882 in Turin; † 1. Dezember 1966 in Rom) war ein italienischer Kameramann, ein enorm schaffensfreudiger Pionier der europäischen Kinematografie.

## Leben und Wirken
Vitrotti stieß nach seiner fotografischen Ausbildung und der Tätigkeit als Fotograf Ende des Jahres 1905 zur Turiner Produktionsfirma Ambrosio-Film und wurde dort sofort als Kameramann eingestellt. Bis 1914 fotografierte Vitrotti Jahr für Jahr an die einhundert, meist nur wenige Minuten kurze Filme. Von 1909 bis 1911 konnte Vitrotti auch Filme im zaristischen Russland, wo er ein Haus besaß, drehen. In Tiflis und im Kaukasus fotografierte der Turiner sowohl dokumentarische Filme, zum Beispiel rund um den Berg Kasbek, an der persischen Grenze und am Berg Ararat, als auch solche mit Spielhandlung. Bei mehreren Filmen vor Ausbruch des Ersten Weltkriegs zeichnete Vitrotti außerdem als Regisseur verantwortlich.
1914 gründete er seine eigene Produktionsfirma, die Leonardo-Film. Während des Krieges nur sporadisch hinter der Kamera aktiv, kehrte Giovanni Vitrotti 1919 zur Ambrosio-Film zurück, verließ aber Italien zwei Jahre darauf, um mit dem italienischen Stummfilmstar Luciano Albertini nach Deutschland zu gehen und dort seine Arbeit als Kameramann fortzusetzen. Die von ihm fotografierten deutschen Filme, oft mit Italienern wie Albertini, Bartolomeo Pagano und Carlo Aldini in den Hauptrollen, waren großenteils von untergeordnete Bedeutung. 1923 durfte Vitrotti Emil Jannings fotografieren, als dieser nach Rom kam, um in der ersten Großverfilmung des Antikepos „Quo Vadis?“ den Nero zu verkörpern. Nach seiner Kameraarbeit (zusammen mit Sepp Allgeier und Albert Benitz) zu Luis Trenkers während des Ersten Weltkriegs spielenden Dolomitendrama Berge in Flammen kehrte Vitrotti endgültig nach Italien heim.
Der italienische Tonfilm gab dem Kamera-Veteranen nur sporadisch Aufträge, oftmals zu Filmen mit wenig Substanz. Mit dem Sturz des Mussolini-Regimes 1943 war Vitrottis Filmkarriere weitgehend beendet. Zehn weitere Jahre später fotografierte er seinen letzten Spielfilm, danach zog er sich ins Privatleben zurück. Sein acht Jahre jüngerer Bruder Giuseppe Paolo Vitrotti arbeitete ebenfalls als Kameramann.

## Filmografie
- 1906: Butteri romani (Dokumentarfilm)
- 1906: Caccia alla volpe (Dokumentarfilm)
- 1906: Eruzione del Vesuvio (Dokumentarfilm)
- 1906: Il delitto di Beinasco
- 1906: Storia russa
- 1906: Vendetta alsaziana
- 1906: Camorra napoletana
- 1906: Cuore e dovere
- 1906: Sport invernale (Dokumentarfilm)
- 1907: Durand contro Durand
- 1907: Lago Maggiore (Dokumentarfilm)
- 1907: Il caso elettrico
- 1907: Donna al bagno
- 1907: Pescatore
- 1907: Un rivale di Sherlock Holmes
- 1907: Colonia alpina (Dokumentarfilm)
- 1907: Pagliacci
- 1907: La strega
- 1907: Partenza impossibile
- 1907: Troppo onesta
- 1908: Die letzten Tage von Pompeji (Gli ultimi giorni di Pompeii)
- 1908: I pirati del mare
- 1908: Rigoletto
- 1908: Galileo Galilei
- 1908: Il distratto
- 1908: Valeria d’Issogne
- 1908: Il satiro
- 1908: Gita in campagna
- 1908: Giusta vendetta
- 1908: Pinerolo cavalleria (Dokumentarfilm)
- 1909: Amore e patria
- 1909: Spergiura!
- 1909: Nerone
- 1909: Torquato Tasso
- 1909: Diritto di uccidere
- 1909: Bachtschissaraiski fontan
- 1909: Smert Joanna Grosnowo
- 1909: Nerone
- 1909: Ero e Leandro
- 1909: Estrellita
- 1909: Il naufrago
- 1909: La vendetta del mare
- 1910: La vergine di Babilonia
- 1910: Il guanto
- 1910: La regina di Ninive
- 1910: Il segreto del gobbo
- 1910: Il granatiere Roland
- 1910: Lotte d’anima
- 1910: Il pozzo che parla
- 1910: La peste
- 1910: Un grido nella notte
- 1910: La stanza segreta
- 1910: L’isola di Malta (Dokumentarfilm)
- 1911: Ismena
- 1911: Kawkaskij plennik
- 1911: Trup No. 1346
- 1911: Rochneda
- 1911: Karskaja newesta
- 1911: Anfisa
- 1911: Pesn Katorschamina
- 1911: La vergine del Giglio
- 1911: Viaggio di nozze
- 1911: Il vecchio nido
- 1911: Il conte di Monte Cristo
- 1911: Il duchino
- 1911: Gli ingrati
- 1911: L’adulterà
- 1911: Il cero della vita
- 1911: La tigre
- 1911: Thomas Chatterton
- 1911: Innocente
- 1911: Sisto V.
- 1911: La figlia di Jorio
- 1912: Maritza
- 1912: La scarpetta
- 1912: Sacra bandiera
- 1912: La zia Berta
- 1912: Servizio postale
- 1912: Il critico
- 1912: Mater dolorosa
- 1912: I mille
- 1912: Zara (Dokumentarfilm)
- 1912: In Dalmazia (Dokumentarfilm)
- 1912: Nel Golfo di Spezia (Dokumentarfilm)
- 1912: Fricot (Serie)
- 1912: L’amico di casa
- 1912: Le dame nere
- 1912: Il chiodo
- 1912: Dante e Beatrice
- 1913: Gli ultimi giorni di Pompei
- 1913: Robinet (Serie)
- 1913: I promessi sposi
- 1913: Le due madri
- 1913: Arrestatelo!
- 1913: Il custode selvaggio
- 1913: Griffard I + II
- 1913: L’uomo giallo (auch Co-Regie)
- 1913: Il lago di Brienz (Dokumentarfilm)
- 1913: Il fornaretto di Venezia
- 1913: Quo Vadis?
- 1913: Il ragno
- 1913: Pioggia d’oro
- 1913: Passione fatale
- 1914: Per un ora d’amore
- 1914: Delenda Carthago
- 1915: La strage degli innocenti
- 1915: L’avvenire in agguato
- 1916: La zingara
- 1917: I titani della montagna (Dokumentarfilm)
- 1918: L’Arglon
- 1919: Theodora
- 1919: L’orchidea fatale
- 1919: La gibigianna
- 1920: Il palazzo dei sogni
- 1920: La catena
- 1920: Monte che non uccide
- 1921: Mara West
- 1921: Der König der Manege
- 1921: Julot, der Apache
- 1922: Man soll es nicht für möglich halten oder Maciste und die Javanerin
- 1922: Teodora
- 1923: Die Schlucht des Todes
- 1923: Der Sieg des Maharadscha
- 1924: Quo Vadis? (Quo vadis?)
- 1924: Die Liebesbriefe der Baronin von S…
- 1924: Der Mann auf dem Kometen
- 1925: Schiff in Not
- 1925: Friesenblut
- 1925: Der Kampf gegen Berlin
- 1926: Menschenleben in Gefahr
- 1926: Jagd auf Menschen
- 1926: Der Pfarrer von Kirchfeld
- 1926: Verbotene Liebe
- 1927: Die Hölle der Jungfrauen
- 1927: Das Geheimnis des Abbé X
- 1927: Ich habe im Mai von der Liebe geträumt
- 1927: Der fidele Bauer
- 1928: Die letzte Galavorstellung des Zirkus Wolfsohn
- 1928: Ein Mädel mit Temperament
- 1928: Villa Falconieri
- 1928: Unfug der Liebe
- 1928: Das Geständnis der Drei
- 1929: Don Manuel, der Bandit
- 1929: Mochy czlowiek
- 1929: Moralnosc Pani Dulskiej
- 1929: Ich hab’ mein Herz im Autobus verloren
- 1930: Der Bergführer von Zakopane
- 1930: Zwei Menschen
- 1931: Wenn die Soldaten…
- 1931: Der Tanzhusar
- 1931: Berge in Flammen
- 1932: Il dono del mattino
- 1932: La vecchia signora
- 1932: Tre uomini in frak
- 1933: La fortuna di Zanza
- 1933: For Love of You
- 1934: La serva padrona
- 1934: Frontiere
- 1936: Conquistatori d’anime
- 1936: I quattro moschettieri
- 1940: L’amore canta
- 1941: Il pozzo dei miracoli
- 1941: Frà Diavolo
- 1942: Il figlio del corsaro rosso
- 1942: Dagli Appennini alle Ande
- 1942: Gli ultimi filibustieri
- 1946: Se vuoi goder la vita
- 1949: Buffalo Bill a Roma
- 1950: Contro la legge
- 1953: Passione